# 角米沢屋旅館ユースホステル
角米沢屋旅館（かどよねざわやりょかん）は新潟県の旅館。当館はユースホステルも併設されている。

## 設備
- グループで一室利用可
- 余裕があればグループで一室利用可
- 駐車場あり
- 洗濯機あり
- 乾燥機あり
- 荷物預かりあり
- アルコール類不可
- 周辺にスキー場あり
- 周辺に温泉あり

## アクセス
- 羽越本線新発田駅からバスで菅谷線40分菅谷下車 徒歩1分